# Любовицька сільська рада
Любовицька сільська рада — колишня адміністративно-територіальна одиниця та орган місцевого самоврядування у Малинському районі Малинської, Коростенської і Волинської округ, Київської й Житомирської областей Української РСР та України з адміністративним центром у селі Любовичі.

## Населені пункти
Сільській раді були підпорядковані населені пункти — 5 сіл:
- Любовичі
- Білий Берег
- Новоселиця
- Стасева
- Ялцівка

## Населення
Відповідно до результатів перепису населення СРСР, кількість населення ради, станом на 12 січня 1989 року, становила 1 368 осіб.
Станом на 5 грудня 2001 року, відповідно до перепису населення України, кількість мешканців сільської ради становила 972 осіб.

## Склад ради
Рада складалася з 12 депутатів та голови.

### Керівний склад попередніх скликань
| ПІБ                       | Основні відомості                                                               | Дата обрання | Дата звільнення |
| ------------------------- | ------------------------------------------------------------------------------- | ------------ | --------------- |
| Яценко Галина Іллівна     | Сільський голова, 1958 року народження, позапартійна                            | 26.03.2006   | 31.10.2010      |
| Мельник Віктор Григорович | Сільський голова, 1960 року народження, освіта середня спеціальна, безпартійний | 31.10.2010   |                 |

Примітка: таблиця складена за даними джерела

## Історія
Створена 1923 року в складі сіл Любовичі та Ялцівка Малинської волості Радомисльського повіту Київської губернії. 7 березня 1923 року включена до складу новоствореного Малинського району Малинської округи. На 17 грудня 1926 року в підпорядкуванні ради числився хутір Калинівка, який, на 1 жовтня 1941 року, не перебував на обліку населених пунктів.
Станом на 1 вересня 1946 року сільська рада входила до складу Малинського району Житомирської області, на обліку в раді перебували села Любовичі та Ялцівка.
11 серпня 1954 року, відповідно до указу Президії Верховної ради Української РСР «Про укрупнення сільських рад по Житомирській області», до складу ради включено села Білий Берег, Новоселиця і Стасева ліквідованої Білобережанської сільської ради Малинського району.
На 1 січня 1972 року сільська рада входила до складу Малинського району Житомирської області, на обліку в раді перебували села Білий Берег, Любовичі, Новоселиця, Стасева та Ялцівка.
Виключена з облікових даних 17 липня 2020 року. Територію та населені пункти ради, відповідно до розпорядження Кабінету Міністрів України № 711-р від 12 червня 2020 року «Про визначення адміністративних центрів та затвердження територій територіальних громад Житомирської області», включено до складу Малинської міської територіальної громади Коростенського району Житомирської області.